# Погибија Иве Лоле Рибара 1943.
Погибија Иве Лоле Рибара, члана Врховног штаба НОВ и ПОЈ и шефа прве Војне мисије НОВЈ при Савезничкој команди за Блиски исток,  догодила се 27. новембра 1943. на импровизованом аеродрому Сухопоље, код села Ћослије на Гламочком пољу. У тренутку припреме за полетање авиона Дорније Do 17, који је чланове Војне мисије требао да  пребаци у Бриндизи, у јужној Италији, из правца Бањалуке изненада се појавио немачки авион типа Ханшел и у ниском лету напао партизански авион бомбама и митраљеском ватром. Том приликом, поред Лоле Рибара, страдало је још шесторо лица, међу којима је био политички комесар Прве ваздухопловне базе НОВЈ Сава Керковић, као и двојица британских официра.
Каснијом истрагом, откривено је да је до „изненадног” напада немачке авијације на партизански аеродром дошло услед дојаве браће Јосипа и Виктора Реквенија, који су се као шпијуни Гестапоа инфилтрирали у Народноослободилачки покрет и радили у Првој ваздухопловној бази НОВЈ у Ливну.

## Повезивање НОВЈ са Савезницима
Први контакт са западним Савезницима руководство Народноослободилачког покрета (НОП) успоставило је још у јесен 1941, када су у ослобођено Ужице дошли чланови прве савезничке мисије, на челу са капетаном Билом Хадсоном. Ова мисија била је упућена у Штаб Драже Михаиловића, али је након искрцавања на јадранску обалу наишла на партизанске јединице, које су је пребациле у западну Србију и одвеле у Главни штаб НОПОЈ. Након неколико дана проведених у Ужицу, чланови мисије пребацили су се на Равну гору у Михаиловићев штаб. Због губитка контакта са Хадсоном, британска Управа за специјалне операције (СОЕ) упутила је јануара 1942. у Штаб Драже Михаиловића нову савезничку мисију, предвођену мајором Теренсом Атертоном. Као и претходна, ова мисија се након искрцавања повезала са партизанским јединицама и крајем марта 1942. дошла у источну Босну, где се у ослобођеној Фочи налазио Главни штаб. После месец дана проведених у Фочи, чланови мисије су напустили партизане и кренули ка четницима, али их је опљачкао и убио локални четнички командант Спасоје Дакић.
Како би се боље уверили у чињенично стање у Југославији, Савезници су априла 1943. упутили прве извидничке мисије код партизана. Прва мисија, која се спустила у источну Босну, није била успешна, док је друга мисија која се спустила у Лику, успела да дође у додир са Главним штабом НОВ и ПО Хрватске, а преко њега и са Врховним штабом НОВ и ПОЈ. На основу британског предлога, одобрено је да се у Врховни штаб упути британско Одељење за везу, предвођеном капетанима Билом Стјуартом и Вилијамом Дикином. Ова прва савезничка војна мисија при НОВЈ спустила се 28. маја 1943. на Дурмитору и одмах повезала са партизанима. Мисија је дошла у току битке на Сутјесци, па је њена веза са Савезничком командом у Каиру је била знатно отежана, а након пар дана 9. јуна 1943. приликом немачког бомбардовања погинуо је капетан Стјуарт. Капетан Дикин пратио је Врховни штаб све до доласка у Јајце, где је крајем септембра 1943, стигла прва англоамеричка војна мисија предвођена генералом Фицројем Маклејном.
На основу извештаји Дикина, а потом и Маклејна, британска команда на Блиском истоку и Врховна британска команда добили су пуну представу о активностима НОВ и ПОЈ у борбама против окупационих снага, након чега је организовано упућивање помоћи из ваздуха и поморским путем. Ослобођењем обалног и острвског дела Далмације, након капитулације Италије, НОВЈ је остварила услове за развијање сарадње деловима савезничких снага у јужној Италији, а првенствено преко острва Вис.

## Војна мисија НОВЈ
Почетком новембра 1943. Врховни штаб и савезничка војна мисија, предвођена генералом Маклејном, потписали су споразум о начину пружања помоћи. Након овога, командант Савезничких снага за Средоземље генерал Хенри Вилсон упутио је позив Врховном штабу НОВ и ПОЈ да у његов штаб упути своју војну мисију ради потписивања споразума о помоћи, према коме су НОВЈ стављене на располагање знатне количине оружја, опреме и осталих војних потреба из савезничких војних резерви из складишта у јужној Италији. За чланове прве војне мисије при Савезничкој команди за Блиски истоку у Каиру Врховни штаб је одредио:
- Иву Лолу Рибара, члана Врховног штаба НОВ и ПОЈ и Централног комитета КПЈ и секретера Савеза комунистичке омладине Југославије (СКОЈ) за шефа мисије
- Милоја Милојевића, заменика команданта Прве пролетерске дивизије, за члана мисије
- Владимира Велебита, официр за везу са страним војним мисијама у НОВЈ, за члана мисије

Пре одласка Војне мисије у Каиро, у Барију у Италији је 2. октобра 1943. формирана база НОВЈ са задатком да организује пријем оружја, муниције, опреме и хране из савезничке помоћи, као и да прихвати интерниране Југословене, који су се налазили у Италији. Радом ове базе руководила је Војна мисија.
Са задатком да да организује прихват и обуку стручног ваздухопловног кадра, Врховни штаб НОВ и ПОЈ је 14. октобра 1943. формирао Прву ваздухопловну базу НОВЈ. Командант базе био је пуковник Миле Павичић, а политички комесар Сава Керковић. База је била лоцирана у Ливну, јер су Ливањско и Гламочко поље пружали најповољније услове за полетање и слетање авиона, као и извођење обуке летача. Убрзо по формирању базе, 29. октобра 1943. из Ваздухопловства НДХ авионим АВИА ФЛ.3 пребегао је пуковник Фрањо Пирц. Он се првобитно спустио на слободну територију у близини Бугојна, а потом се пребацио у Ливно у састав Прве ваздухопловне базе. Недуго након Пирца, на импровизовани аеродром у Ливно пребегла је 13. новембра из Ваздухопловства НДХ посада авиона Дорније Do 17, коју су сачињавали поручник-пилот Џемил Буковац; капетан Крунослав Кулушић и поручник Виктор Табаковић, извиђачи; каплар Петар Ерцигоња, каплар Винко Путарек и поднаредник Јуре Гргић, механичари и механичар-стрелац Џемил Кажинић.

## Припрема лета
Војна мисија НОВЈ је од половине новембра 1943. чекала долазак савезничког авиона који би је пребацио у Каиро. Како су временски услови били веома лоши — планински врхови били су прекривени густим облацима, који су онемогућавали видљивост, дан поласка није се могао тачно утврдити. Британска команда се правдала лошим временским условима, тврдећи да је немогуће да се авион спусти на неки од партизанских аеродрома у Ливну, Гламочком пољу или Бугојну, што је код партизанске стране изазивало неповерење. Чланови Војне мисије НОВЈ, као и чланови британске војне мисије, који су требали да се врате назад, напустили су Јајце 23. новембра и прешли у Ливно, у нади да ће ускоро кренути за Италију. У очекивању да ће савезнички авиону успети да се пробију кроз облаке, чланови војних мисија су свакодневно камионом из Ливна одлазили на Гламочко поље и тамо чекали по неколико сати.
На предлог Лоле Рибара, одлучено је да се немачким двомоторним бомбардером Дорније Do 17, којим је домобранска посада из Мостара 13. новембра пребегла на партизанску страну, пребаце у Бриндизи у јужној Италији, а одатле савезничким авионом у Каиро. Члан британске војне мисије Вилијам Дикин обавестио је о овоме своју команду и тражио да му пошаљу знакове распознавања за место спуштања авиона, јер је постојала опасност да га нападну савезничка противавионска артиљерија или савезнички ловачки авиони. Лола је телефоном од Јосипа Броза Тита добио одобрење за одлазак у Италију, након чега је све било спремно за полазак. Договорено је да 27. новембра 1943. у 7 часова авион, који се налазио на аеродрому у Ливањском пољу, пређе на партизански аеродром Сухопоље, код села Ћослије у Гламочком пољу и одатле са посадом одлети у Италију. За полетање је изабрано Гламочко поље, јер је Ливањско поље било влажно (делимично и под водом) и натоварени авион не би могао да полети без великих тешкоћа, док је Гламочко било каменито и тврдо и могло је послужити као добро узлетиште.
Како је Дорније Do 17 био лаки бомбардер и није имао простор за смештај путника, морала се скратити листа путника који ће њиме летети у Италију. Најпре су обезбеђена места за три члана мисије НОВЈ (Рибар, Велебит и Милојевић), за британског официра (Дикин) и његовог пратиоца и за Милентија Поповића, који је се тешко разболео од последица рањавања и морала му је бити пружена хитна лекарска помоћ. Група путника се 25. новембра из Ливна пребацила у Гламоч, где је чекала долазак авиона.

## Лолина погибија
Ујутро 27. новембра 1943. група предвиђена за одлазак у Италију дошла је на импровизовани партизански аеродром Сухопоље на Гламочком пољу, где се налазио политички комесар Прве ваздухопловне базе НОВ Сава Керковић, који је вршио дужност команданта узлетишта. Поред Керковића, овде се налазила једна десетина војника и неколико италијанских заробљеника, који су коришћени да исправљају неравнине и врше остале мање поправке. Пошто партизански авион Дорније Do 17 није дошао на време, из Ливна су јавили да због хладног времена авион не може да упали. Авион је успео да упали око 8.30 часова и у 8.50 се спустио на Ливањско поље.
Након слетања, пилот Џемил Буковац није угасио моторе како би, након уласка путника, могао што брже да се полети. Сви присутни на летелишту, укључујући и борце из десетине за обезбеђење, пришли су да виде „партизански авион” и тада је настало велико одушевљење. Од заглушујуће буке мотора није се могло ништа чути, а раздрагани стражари заборавили су да врше своју основну дужност и осматрају небо, како би правовремено могли да упозоре на долазак непријатељског авиона. Овај пропуст довео је до катастрофалних последица.
У авион је најпре ушао Владимир Велебит, а потом Лола Рибар, Милентије Поповић, Милоје Милојевић и Вилијам Дикин. Након њих у авион су убацивани руксаци и када је све било спремно за полетање, британски официр Робин Уедерли је рекао да је грешком у авион убачена његова торба са службеним документима и замолио да му се врати. У потрази за торбом прошло је пар минута и тада је из правца Бањалуке долетео немачки авион Ханшел H46, који се бришућим летом устремио на авион на земљи. Како су мотори партизанског авиона били упаљени, немачки авион се чуо тек када је био у непосредној близини. Прва бомба пала је око двеста метара од авиона, а затим је бачено још пет бомби.
Немачки авион први је приметио пилот Џемил Буковац, који је знајући да ће партизански авион бити циљ напада, упозорио Лолу да искочи из авиона. Лола га је послушао и искочио напоље, на страну на којој су се налазили окупљени војници. У том тренутку на десетак метара од авиона пала је последња, шеста бомба. Од ове бомбе страдали су: Лола Рибар, десетар аеродромске десетине Божо Уршић и британски официри Робин Уедерли и Доналд Најф. Лолу су погодила три гелера — највећи у врат, једна у груди и најмањи у главу. Лакше је рањено неколико италијанских заробљеника и Милоје Милојевић, као и један дечак, који је чувао овце у близини. Осталим путницима у авиону (Велебит, Поповић и Дикин) и пилоту није се ништа десило и они су потом искочили из авиона.
Након напада бомбама, од којих ниједна није оштетила авион, немачки авион је направио неколико кругова и отворио митраљеску ватру, која је трајала пуних тридесетпет минута. Механичар-стрелац Петар Ерцигоња, вратио се у авион Дорније Do 17 и почео да гађа немачки авион митраљезом уграђеним у куполи авиона. Посада немачког авиона била је упорна и паљбу није прекидала све док није успела да једним рафалом запали партизански авион. Ерцигоња је тада искочио из авиона у пламену, али га је убрзо погодио непријатељски рафал. Приликом митраљирања партизанског авиона и леталишта, погинули су политички комесар Прве ваздухопловне базе Сава Керковић и стражар аеродромске десетине Петар Кузмић. Пошто је истрошио сву муницију, немачки авион се око 9.30 упутио према Бањалуци.
Како су му резервоари били пуни горива, запаљени партизанки авион горео је дуже од сат времена. У њему је изгорела сва документација спремљена за Каиро, као и велики број одабраних фотографија из Народноослободилачког рата.